# 香附子
香附子（学名：Cyperus rotundus），別名莎草、大香附、香頭草、土香草、土香（臺灣和閩南一帶）、水香稜、地藾草，為莎草科的多年生草本植物，莖直立，三棱形，高40厘米；葉近基生出，細長，呈線形，略比莖短，約20厘米。葉脈平行，中脈明顯，春夏開花抽穗，穗狀花序做繖房狀排列，花序扁狀長筒型，紅褐色。莎草多生於山坡草地或水邊濕地上，在中國廣大地區都有分佈。

## 变种
金门莎草（学名：Cyperus rotundus var. quimoyensis）为莎草科莎草属香附子的变种。分布在中国大陆的广东、福建等地，多生长在海边流沙上。

## 药用
香附子的塊莖呈紡錘狀，長約1至3厘米，中部直徑5至10毫米，呈黑褐色，可入藥，藥名也叫香附子。
性平，味辛、微苦；歸肝、脾、胃。功用理氣解郁，調經止痛。用於氣鬱滯而生胸、脅、脘腹脹痛，消化不良，寒疝腹痛，乳房脹痛，月經不調，經閉痛經。用量5至10克。

## 註解
1. ↑  「莎」，拼音：，注音：，粤拼：，音同「梭」